# ابریشمی‌واران
ابریشمی‌واران (نام علمی: Bombycoidea) نام یک بالاخانواده از زیرراسته ناهم‌رگه‌ها است.